# اتجه‌لر (صابرآباد)
اتجه‌لر (به ترکی آذربایجانی: Ətcələr) یک منطقه مسکونی در جمهوری آذربایجان است که در شهرستان صابرآباد واقع شده‌است. اتجه‌لر ۱۲۱۰ نفر جمعیت دارد.